# Twierdza Liège

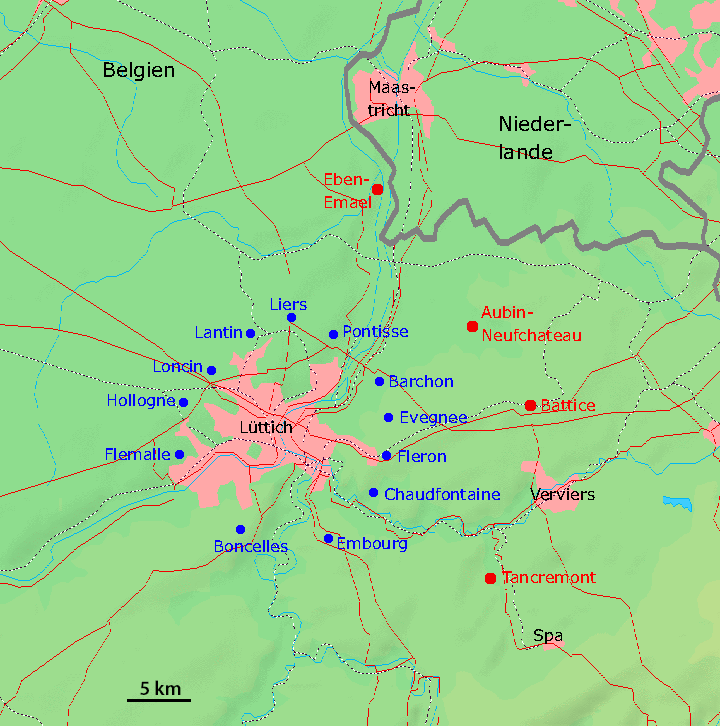
Twierdza Liège: forty z końca XIX wieku (niebieskie) oraz grupy warowne z okresu międzywojennego (czerwone)

Twierdza Liège – zespół fortyfikacji otaczających belgijskie miasto Liège (wal. Lidje).

## Historia
Po wojnie francusko-pruskiej w 1870–1871 i utworzeniu II Rzeszy królewski rząd Belgii postanowił podjąć kroki dla zabezpieczenia państwa na wypadek zagrażającego mu konfliktu. Twórcą systemu belgijskich fortyfikacji, które objęły oprócz Liège także twierdze w Namur i Antwerpii był generał i inżynier Henri Alexis Brialmont.
W latach osiemdziesiątych XIX wieku wokół Liège wzniesiono pierścień fortów. Były to zgodnie z opinią historyków wojskowości najnowocześniejsze ówcześnie umocnienia. Podstawowe założenia, jakimi kierował się Brialmont projektując forty to masowe wykorzystanie wież pancernych dla ochrony artylerii, koncentracja elementów bojowych w tak zwanym masywie (bloku) centralnym, wykorzystanie do budowy wyłącznie betonu oraz łączność podziemna między poszczególnymi obiektami. Pewne zastosowane rozwiązania okazały się być błędne, co dodatkowo spotęgowały oszczędności. Przykładowo koncentracja wież i magazynów w centralnej części fortu ułatwiała zniszczenie fortu w przypadku trafienia pociskiem ciężkiej artylerii (taki los spotkał fort Loncin), niewielka była odporność betonu oraz zastosowanych do produkcji wież stopów. Wiele z wad ujawniło się bądź pogłębiło wskutek stopniowego starzenia się fortyfikacji. Nie może to jednak przysłaniać faktu, że fortyfikacje autorstwa Brialmonta były nowatorskie, a otwierając nowy etap w budownictwie umocnień były siłą rzeczy obarczone pewnymi wadami wynikającymi z niesprawdzenia zastosowanych rozwiązań w praktyce. Ostatecznie wokół Liège wybudowano 12 fortów:
- Barchon
- Évegnée
- Fléron
- Chaudfontaine
- Embourg
- Boncelles
- Flémalle
- Hollogne
- Loncin
- Lantin
- Liers
- Pontisse

### I wojna światowa

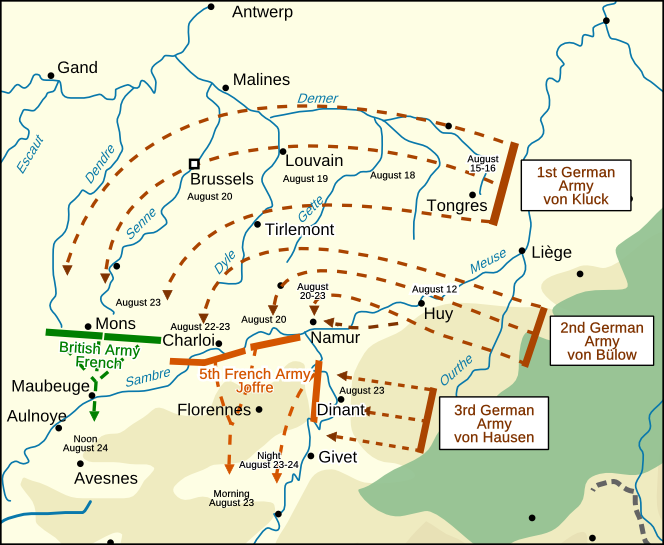
Niemiecka inwazja na Belgię w czasie I wojny światowej

W czasie I wojny światowej twierdza została oblężona przez Niemców. Mimo oporu wojsk belgijskich, wskutek zastosowania nowoczesnych metod oblegania twierdzy i ciężkiej artylerii (armat Gruba Berta i moździerz oblężniczych 305 mm) twierdza została zdobyta 16 sierpnia 1914.

### Okres międzywojenny
W okresie międzywojennym w ramach modernizacji i rozbudowy belgijskich umocnień przebudowano osiem z dwunastu fortów Liège, usuwając niektóre mankamenty (np. poprawiono wentylację) i przezbrajając wieże artyleryjskie. Ponadto w międzypolach fortów wzniesiono 55 schronów bojowych dla karabinów maszynowych i dział przeciwpancernych. Tak powstałe umocnienie otrzymało nazwę Rejonu Umocnionego Liège II. Jednocześnie na przedpolach miasta i twierdzy wybudowano cztery grupy warowne:
- Eben-Emael
- Aubin-Neufchâteau
- Battice
- Tancrémont

Umocnienia te otrzymały nazwę Rejonu Umocnionego Liège I. Były to szczytowe osiągnięcia belgijskiej sztuki fortyfikacyjnej, wykorzystujące z jednej strony elementy starych fortów (fosy bronione przez kaponiery, wieże artyleryjskie), z drugiej nowoczesnych grup warownych (umieszczenie uzbrojenia w oddzielnych schronach – blokach, rozbudowany system podziemny z kompleksem koszarowym i magazynowym, rozproszenie obiektów, lepsze materiały budowlane).

### II wojna światowa
Niemcy przygotowując się do napaści na Belgię w 1940 roku byli dobrze zorientowani w sile fortyfikacji. Z tego powodu do zdobycia najważniejszego elementu – grupy Eben Emael użyto pierwszy raz w historii desantu powietrznego i ładunków kumulacyjnych. Pozostałe umocnienia broniły się do trzeciej dekady maja 1940 roku.